# Iliass Bel Hassani
Iliass Bel Hassani (Róterdam, 16 de septiembre de 1992) es un futbolista neerlandés que juega de centrocampista.

## Estadísticas
| Club                     | País           | Año           | Partidos | Goles |
| ------------------------ | -------------- | ------------- | -------- | ----- |
| Sparta de Rotterdam      | Países Bajos   | 2010-2013     | 80       | 21    |
| Heracles Almelo          | Países Bajos   | 2013-2016     | 110      | 17    |
| AZ Alkmaar               | Países Bajos   | 2016-2019     | 45       | 3     |
| F. C. Groningen (cedido) | Países Bajos   | 2019          | 14       | 1     |
| PEC Zwolle               | Países Bajos   | 2019-2020     | 15       | 5     |
| Al-Wakrah S. C.          | Catar          | 2020          | 5        | 2     |
| Ajman Club               | EAU            | 2021          | 4        | 0     |
| RKC Waalwijk             | Países Bajos   | 2021-2023     | 46       | 6     |
| Al-Jabalain Club         | Arabia Saudita | 2023-2024     |          |       |
| Total carrera            | Total carrera  | Total carrera | 319      | 55    |

- Actualizado el 17 de julio de 2023.